# Xymenopsis
Xymenopsis là một chi ốc biển, là động vật thân mềm chân bụng sống ở biển trong họ Muricidae, họ ốc gai.

## Các loài
Các loài thuộc chi Xymenopsis bao gồm:
- Xymenopsis buccineus (Lamarck, 1816)[2]
- Xymenopsis corrugatus (Reeve, 1845)[3]
- Xymenopsis muriciformis (King & Broderip, 1833)[4]
- Xymenopsis subnodosus (Gray, 1839)[5]
- Xymenopsis tcherniai (Gaillard, 1954)[6]